# Rafał Pawlak
Rafał Pawlak (ur. 16 stycznia 1970 w Łodzi) – polski trener piłkarski i piłkarz występujący na pozycji pomocnika. Doradca zarządu Widzewa ds. sportowych. Ojciec Bartosza Pawlaka, zawodnika Concordii Piotrków Trybunalski.

## Kariera piłkarska
Rozpoczął swoją karierę w ŁKS-ie Łódź, gdzie grał do 1999, z roczną przerwą na występy w Górniku Konin oraz Śląsku Wrocław. W 1997/98 sięgnął wraz z klubem po Mistrzostwo Polski. Następnie trafił do Widzewa Łódź, skąd dwa lata później wyjechał za granicę. Przez pół roku grał w chińskim Shenyang Ginde, a następnie przez taki sam czas w greckim Ionikosie Nakais. W 2002 powrócił do kraju, podpisują kontrakt z Pogonią Szczecin. Po jednym sezonie ponownie został zawodnikiem Widzewa, w którego barwach zakończył karierę 2006.

## Kariera trenerska
Na początku października 2011 został szkoleniowcem trzecioligowego wówczas Sokoła Aleksandrów Łódzki, skąd został zwolniony w kwietniu 2012. Wiosną 2013 objął drugoligowego Tura Turek, z którym rozstał się po zakończeniu sezonu. W lipcu 2013 roku wrócił do Widzewa, gdzie został pierwszym trenerem trzecioligowych rezerw, zaś dwa miesiące później został tymczasowym szkoleniowcem pierwszego zespołu, na którym to stanowisku zastąpił zawieszonego przez klub Radosława Mroczkowskiego. W jego debiucie na ławce trenerskiej Widzewa prowadzona przez niego drużyna przegrała 0:1 w meczu ligowym z Lechem Poznań. 10 października 2013 został zatrudniony na stałe, zwolniono go jednak 6 stycznia 2014.
Od 20 czerwca do 1 października 2014 pełnił funkcję asystenta trenera Włodzimierza Tylaka w Widzewie Łódź. Od 1 października do 1 grudnia 2014 był trenerem tego klubu.